# Федерация студентов-националистов
Федерация студентов-националистов (фр. Fédération des Étudiants Nationalistes, FEN) ― ультраправое студенческое общество, действовавшее в 1960―1967 гг. во Франции. Одним из основателей общества был Франсуа д'Орсиваль, публицист консервативного толка, а позднее активным его участником стал Ален де Бенуа, видный представитель движения «новых правых».
Федерация студентов-националистов была образована выходцами из неофашистской группы Jeune Nation (1949–1958). Формально она была учреждена в мае 1960 года после публикации манифеста, призывавшего к национальной культурной революции. Манифест оспаривал актуальность участия в уличных беспорядках, которые ранее поддерживались крайне правыми группами (в том числе и самими Jeune Nation в 1950-х годах). Как считается, их воззвание оказало большое идейное влияние на другие ультраправые группы вроде Europe-Action и GRECE. Пика своего влияния организация достигла в 1964―1966 годах, но уже в 1967 году была распущена по решению своих лидеров.

## Возникновение и создание: 1959―1961 гг.
Федерация студентов-националистов была основана 1 мая 1960 года студентами из Французского Алжира: Жоржем Шмельцем (известным по псевдониму «Пьер Марсене»), Пьером Пойше и Франсуа д'Орсивалем. Она стала преемницей ультраправой молодёжной группы Jeune Nation, распущенной официальным декретом во время политического кризиса в мае 1958 года. Журнал Jeune Nation, образованный в июле 1958 года в качестве попытки возродить прекратившую своё существование группу, к которому в сентябре 1959 года присоединились Д'Орсиваль, Пойше и Марсене, был закрыт полицией 28 января 1960 года. Чтобы избежать нового роспуска, активисты проникли в крайне левое студенческое общество UNEF, а затем вышли из этой организации и создали FEN.
Основатели FEN опубликовали «Le Manifeste de la classe 60», название которого отсылает к сочинению Робера Бразийака «Lettre à un soldat de la classe 60». В нём они объявили о том, что их «действия должны будут иметь глубокие последствия» и что они отвергают «бесплодный активизм». Для FEN «идеологическая война» должна была вестись не на улицах, а скорее в «лабораториях биологов, в архивах Национальной библиотеки [и] редакционных залах крупнейших органов печати». Ультраправые движения, по их замыслу, должны были произвести культурную революцию, продвигая националистические идеи до тех пор, пока они не достигнут политического господства и народной поддержки. Для этого им необходимо «[носить] снаружи успокаивающие ярлыки, приемлемые для системы, чтобы не привлекать к себе внимания до тех пор, пока [их] военная машина не окрепнет». Этот манифест ознаменовал отказ от уличных акций, в которых ранее участвовали члены Jeune Nation, и заложил основу для будущей метаполитической стратегии Europe-Action и GRECE. Эта позиция, однако, не помешала FEN атаковать собрания UNEF и устраивать потасовки с жандармам Алжира во время турне Шарля де Голля.
Ален де Бенуа присоединился к FEN в 1961 году, а в следующем году стал секретарём журнала студенческого общества Cahiers Universitaires, для которого он писал программные статьи вместе с Д'Орсивалем. Франсуа Дюпра, будущий сооснователь Национального фронта, ушедший из UNEF в 1960 году, также был автором в этом журнале.

## Политическое влияние: 1962―1966 гг.
Вскоре после отбытия наказания в тюрьме Ла-Санте в 1961―1962 годах Доминик Веннер взял на себя управление студенческим обществом, которое до тех пор действовало как более-менее признанный преемник запрещённой Jeune Nation.
Организация начала расти после подписания Эвианских соглашений в марте 1962 года. Несмотря на свою традиционно проколониальную позицию, FEN вскоре решила взглянуть на новый постколониальный порядок иначе. Члены FEN выступили теоретиками нового типа национализма, основанного на европейской идентичности и «защите европейского превосходства» во всём мире. Франция рассматривалась ими уже как не как одинокая, исключительная страна, а как «привилегированная территория», где «сходятся основные расовые ветви, составляющие европейский этнос». FEN критиковала политических и военных лидеров, считая из неспособными продолжить революцию, спровоцированную на улицах: «С Алжиром всё кончено, всё забыто. Мы больше не будем произносить слово «Алжир» с тем же чувством, как мы говорим «Будапешт».
В октябре 1963 года Cahiers Universitaires потребовали запретить воинскую службу во имя борьбы с Пятой республикой : «служба в армии ― значит служба в армии режима. <...> Ни одного солдата для режима». Эта антивоенная общественная кампания обернулась провалом и вызвала внутренние споры в FEN. Диссидентское парижское отделение возникло в ноябре 1963 года после исключения Франсуа Дюпра. Поддерживаемое Пьером Сидосом и сторонниками Jeune Europe, эта отколовшаяся группа 23 апреля 1964 год основала движение «Occident». Сидос также выступал против влияния Europe-Action в FEN и, в частности, идеи панъевропейского национализма. Сидос придерживался франкоцентричных воззрений. Кроме того, его неприязнь вызывало снисходительное отношение FEN к коммунизму.
FEN достигла своего пика развития в 1964―1966 годах. В 1965 году в организации состояло порядка 2500 членов. После того, как они поддержали ультраправого кандидата Жана-Луи Тиксье-Виньянкура на президентских выборах 1965 года, ведущие члены FEN оказались среди основателей недолго просуществовавшей партии «Европейское собрание за свободу» (REL), а также журнала Europe-Action, основанного Домиником Веннером. Их партия выдвинула своих кандидатов на выборах в парламент в 1967 году, но потерпела полное поражение, набрав всего 2,58% голосов. Провал на выборах заставил многих активистов, подобных Алену де Бенуа, усомниться в правильности своей политической активности. По словам де Бенуа, осенью 1967 года он решил «полностью и навсегда порвать с политическим активизмом» и начать пересмотр своей стратегии. Морис Ролле также назвал ноябрь 1967 года моментом, когда несколько ветеранов FEN решили «радикально изменить курс».

## Роспуск организации: 1967 г.
Cahiers Universitaires опубликовали свой последний выпуск в январе 1967 года. Хотя FEN так и не удалось сформировать долгосрочно действующую организацию и снискать поддержку со стороны большинства среди студентов (UNEF так и остался крупнейшей студенческой организацией в стране), этот период был «важным тактическим моментом» для националистов. После самороспуска FEN в 1967 году многие из его членов были поучаствовали в основании GRECE в 1968 году наряду со сторонниками REL, а во главе проекта встал де Бенуа. Идеи, продвигаемые FEN, и особенно метаполитические амбиции, выраженные в основополагающем манифесте, повлияли на Europe-Action (1963–1966) и на «новых правых» (1968―н.в.). Де Бенуа был ведущим членом всех трёх организаций.
Раймон Бургин предлагал позиции ряду сторонников FEN в своих журналах Valeurs Actuelles и Le Spectacle du Monde, в первую очередь Алену де Бенуа (с 1970 по 1982 год) и Франсуа д'Орсивалю (с 1966 по настоящее время).

## Идейная составляющая и символика
Члены FEN намеревались «бороться с марксизацией университетов», сражаться за «Французский Алжир, территориально привязанный к метрополии» и способствовать созданию «строго иерархического [государственной структуры], основанной не на выборах, а на отборе», где правящие элиты обязательно должны быть «этническими европейцами». Согласно FEN, события, происходящие в Алжире, были проявлением «восстания цветных народов против порядка, поддерживаемого имперским суверенитетом белой цивилизации».
Ведущие члены FEN и особенно д'Орсиваль в значительной степени находились под влиянием мета-политических стратегий марксизма и методов агитпропаганды, которых они намеревались использовать против тех самих коммунистов. Так, активистам FEN рекомендовалось читать Ленина и его сочинение «Детская болезнь «левизны» в коммунизме», чтобы те «понимали, как революционная партия должна вести себя для захвата власти».
Эмблемой FEN был чёрный спартанский шлем с красным пламенем.

## Известные члены
- Франсуа д’Орсиваль ― член редакционной коллегии Valeurs Actuelles.
- Ален де Бенуа ― лидер GRECE.
- Франсуа Дюпра ― сооснователь Национального фронта.
- Жерар Лонге ― член французского парламента, сенатор, министр обороны Франции.
- Ален Мадлен ― член французского парламента, министр экономики и финансов Франции.
- Ален Робер — сооснователь Нового порядка и Национального фронта, политик-голлист, муниципальный и региональный депутат.